# Stadio nazionale del Bahrein
Stadio nazionale del Bahrein (in arabo ستاد البحرين الوطني‎?; traslitterato: Stād al-Bahrayn al-Watanī) è un impianto sportivo polivalente situato a Riffa, in Bahrein. Può ospitare 24.000 spettatori ed è utilizzato soprattutto per le partite di calcio, ospitando anche gli incontri casalinghi della nazionale di calcio del Bahrein.
L'inaugurazione risale al 1982, ma nel dicembre 2012 ha subito un intervento di ristrutturazione in occasione della Coppa del Golfo 2013.

## Altri eventi ospitati
Il 5 novembre 2022 lo stadio nazionale del Bahrein ha ospitato la santa messa presieduta da papa Francesco, il quale si trovava in visita pastorale in Bahrein come parte del programma pontificio di promozione del dialogo e la cooperazione interreligiosi. Alla messa era presente anche il sovrano bahreinita Hamad bin Isa Alkhalifa. È stata la prima volta che un papa ha celebrato una messa in Bahrein e l'evento ha ricevuto un'ampia copertura dai media di tutto il mondo.